# مهرجان الرسول الأعظم
مهرجان الرسول الأعظم هو مهرجان فني وثقافي في اليمن يتم من خلاله انشا العديد من المسابقات والفعاليات والامسيات الفنية والثقافية يسعي لإبراز إبداعات ومواهب الشباب في مختلف المجالات سنوياً في إطار إبراز مظاهر التعظيم والتوقير والمحبة والولاء والنصرة لرسول لله محمد صل الله عليه وعلى آلة وسلم شكراً لله على منَّته علينا بنبيه وبرسالته المباركة. والاحتفاء بذكرى المولد النبوي الشريف على صاحبه وآلة أفضل السلام والتسليم.

## نشأته
نشا مهرجان الرسول الأعظم للإبداع الفني والثقافي في دورته الأولى في عام 1436 هجري الموافق 2014 ميلادي تزامناً مع ذكرى المولد النبوي الشريف في شهر ربيع الأول من كل عام  وانطلقت الدورة الأولى في اليمن العاصمة صنعاء قاعة المركز الثقافي وباقي المحافظات اليمنية منها صعدة والحديدة وإب والمحويت وذمار والجوف وتعز.

## مسابقات المهرجان
تقام العديد من المسابقات في كافة المجالات في مهرجان الرسول الأعظم ويتم من خلالها تكريم الفائزين ومنها: 
- مسابقة تلاوة القرآن الكريم.
- مسابقة الإنشاد لفئة الكبار والأشبال.[11]
- مسابقة الشعر العربي الفصيح.[12]
- مسابقة البحث العلمي.
- مسابقة التصوير الفوتوغرافي.
- مسابقة المجاراة الشعرية.[13]
- مسابقة الأداء المسرحي.[14][15]
- مسابقة فرق الإنشاد.[16]

كما تقام العديد من المسابقات لكافة المواهب في جميع محافظات اليمن ومنها في الحديدة مسابقة الرياضة.

## فعاليات المهرجان
تقام العديد من الفعاليات الفنية والثقافية في المهرجان منها:

### فعاليات صباحية:[21]
تتضمن مسابقات وفقرات فنية وثقافية متميزة تعرض على شاشة المهرجان أو على مسرح المهرجان.

#### فعاليات خاصة بالمرأة والطفل:[22]
تقدم فيها فقرات مميزة خاصة بالمرأة تتضمن الانشاد والشعر والكلمات المعبرة، ومسابقات خاصة بها، كما تكون هناك ألعاب ومسابقات خاصة للأطفال.

## معارض المهرجان
تقام العديد من المعارض الفنية في المهرجان:
- معرض الرسوم الكاريكاتورية والتشكيلي.[23]
- معرض الخط العربي.
- معرض الصور الفوتوغرافية.
- معرض السيرة النبوية.

## ندوات المهرجان

### ندوات ثقافية[24]:
حول السيرة النبوية وشخصية الرسول محمد صلوات الله عليه وعلى آلة وسلم.

#### ندوات فنيه:
يتشرف المهرجان كل عام بحضور عدد من النجوم في مجالات الشعر الفصيح والشعبي وكذلك أبرز نجوم الدراما وغيرهم من الشخصيات المميزة والبارزين في مجالات متنوعة أخرى؛ ليؤكدوا من خلال حضورهم ومشاركتهم المميزة والفاعلة ولاءهم ومحبتهم لرسول الله محمد صلوات الله عليه وعلى آلة. كما يستضيف المهرجان عددا من فرق الإنشاد من عدة مدارس وألوان إنشاديه يمانية والتي ستشارك في ليالي وأيام المهرجان بأعذب الأناشيد والألحان في حب المصطفى محمد صلوات الله عليه وعلى آلة.

## أمسيات المهرجان
يقيم المهرجان أمسيات فنية إنشاديه على مسرح الهواء الطلق بصنعاء القديمة، ويستضيف العديد من فرق الإنشادي والمنشدين اليمنيين البارزين في الساحة الفنية كما يقام العديد من المسرحيات الكوميدية والهادفة لعدد من نجوم المسرح اليمني، وتكريم وسائل الاعلام

## وصلة خارجية
- الموقع الرسمي لمهرجان الرسول الأعظم